# Alfred Delilia
Alfred Georges Marie Delilia, né le 17 septembre 1844 à Batignolles-Monceau (actuel 17e arrondissement de Paris) et mort le 6 avril 1916 à Us, est un auteur dramatique, journaliste et chansonnier français.

## Biographie
Ancien élève du lycée Turgot, il entre comme journaliste au Figaro, à L’Événement sous le pseudonyme de Georges Davray et  au Voltaire sous celui de Alfred Didier, puis devient directeur de publication de L’Écho de la Légion d'honneur.
Régisseur du théâtre Antoine à partir de 1897, ses pièces ont été représentées sur les plus grandes scènes parisiennes du XIXe siècle et du début du XXe : théâtre des Bouffes-Parisiens, théâtre Déjazet, théâtre des Délassements-Comiques, etc.
Mort subitement à l'âge de 71 ans dans sa maison d'Us où il vivait retiré une grande partie de l'année depuis quelque temps déjà, Alfred Delilia était marié depuis avril 1900 avec la cantatrice et pianiste Marie Boutal-Samson dite Blanche Delilia, divorcée depuis juin 1879 du pianiste et compositeur belge Adolphe Wouters.
Les circonstances exactes de sa mort ne sont pas connues. Selon certaines sources, il aurait été victime d'une attaque d'apoplexie, selon d'autres il se serait suicidé par asphyxie au gaz.

## Œuvres
- 1867 : On nous écrit de Marseille, vaudeville en 1 acte
- 1869 : Au Grand-Cerf, vaudeville en 3 actes, avec Charles Le Senne
- 1872 : La Bonne à Venture, vaudeville en 1 acte, avec Charles Le Senne, au théâtre Déjazet (30 août)
- 1872 : Les Mémoires d'un flageolet, vaudeville en 3 actes, avec Charles Le Senne, aux Délassements-Comiques (21 septembre)
- 1874 : Le Théâtre Scribe, à-propos en vers, avec Charles Le Senne, au théâtre Scribe (5 septembre)
- 1879 : Allons bébé !, chanson, musique de Robert Planquette[8]
- 1883 : Le Bout de l'an de l'amour !, chanson, musique de Robert Planquette
- 1883 : Je ne suis pas vantard, monologue
- 1885 : L'Inventeur, monologue
- 1885 : Le Terrible Bonnivet, comédie-vaudeville en 1 acte avec Émile Seurat, au théâtre Cluny (31 août)[9]
- 1891 : Que d'eau ! Que d'eau !, revue en 3 actes avec Jules Jouy, au théâtre des Menus-Plaisirs (11 décembre)
- 1893 : Les Chastes, couplets, avec Paul Ferrier, musique de Lucien Delormel
- 1893 : Olympia, ballet en 1 acte et 2 tableaux, musique d'Antoine Banès, à l'Olympia (11 avril)[10]
- 1894 : La Revue sans gêne, revue en 3 actes et 9 tableaux avec Henri Blondeau et Hector Monréal
- 1897 : Tout Paris à l'Olympia, revue en 2 actes et 3 tableaux avec Paul Ferrier, à l'Olympia (8 janvier)
- 1897 : Kif-Kif Revue, revue en 3 actes et 12 tableaux, au théâtre de l'Eldorado (13 février)[11]
- 1898 : Qui va à la chasse, opérette en 1 acte avec Eugène Héros, musique d'Émile Duhem
- 1899 : Le Monsieur de chez Maxim, fantaisie-revue en 1 acte avec Ernest Henri Demanne, au théâtre Cluny (25 mars)
- 1900 : La Czarda, vaudeville-opérette en 4 actes, musique de Georges Fragerolle, au théâtre des Bouffes-Parisiens (3 novembre)
- 1902 : Séduction !, valse chantée, musique de Jane Vieu
- 1904 : La Valse des rousses, poésie, musique de Jane Vieu
- 1905 : La Femme de César, comédie en 1 acte, avec Serge Basset
- 1907 : Trottinette !, valse chantée, avec Marguerite Ugalde

## Distinctions
- Chevalier de l'ordre royal du Cambodge
- Officier du Nichan Iftikhar